# 田中誠 (映画監督)
田中 誠（たなか まこと、1960年 - ）は、日本の映画監督、脚本家。東京都浅草出身。

## 来歴
成城大学在学中の1983年に『すしやのロマノフ』でヤングジャンプ・シネマフェスティバル入賞。フリーの映像ディレクターとしてテレビ番組等の演出をした後、鈴木清順監督作品『ピストルオペラ』、紀里谷和明監督作品『CASSHERN』に関わる。『タナカヒロシのすべて』（2004年）で映画監督デビュー。

## 監督・演出リスト
- 『桃色探偵団PINK DICKS 1 媚薬サルオナの謎』（監督・脚本、オリジナルビデオ）
- 『桃色探偵団PINK DICKS 2 裸神ビアヌスを追え』（監督・脚本、オリジナルビデオ）
- 『桃色探偵団PINK DICKS 3 狙われたトランプスーツ』（監督・脚本、オリジナルビデオ）
- 『タナカヒロシのすべて』（監督・脚本）
- 『雨の町』（監督・脚本）
- 『おばちゃんチップス』（監督・脚本）
- 『うた魂♪』（監督・脚本）
- 『コラソンdeメロン』（監督・脚本）
- 『鉄道むすめ～ Girls be ambitious～』（監督、テレビドラマ）
- 『トンスラ』（第4・5話監督・脚本・演出、テレビドラマ）
- 『人間動物園』（監督、テレビドラマ）
- 『おじいちゃんは25歳』（監督、テレビドラマ）
- 『もし高校野球の女子マネージャーがドラッカーの『マネジメント』を読んだら』（監督・脚本）
- 『湘南☆夏恋物語』（監督、携帯配信ドラマ）
- 『JKは雪女』（監督、テレビドラマ）
- 『ラスト リモート ショー』（監督・脚本）

## その他関連作品リスト
- 『新・童貞物語 ホンコンバージンボーイ (監督：冨岡忠文)』（プロデューサー）
- 『ピストルオペラ (監督：鈴木清順)』（アシスタント・プロデューサー）
- 『オペレッタ狸御殿 (監督：鈴木清順)』
- 『CASSHERN (監督：紀里谷和明) 』（アソシエイト・プロデューサー）